# Miklos Udvardy
 (mars 2020).
Si vous disposez d'ouvrages ou d'articles de référence ou si vous connaissez des sites web de qualité traitant du thème abordé ici, merci de compléter l'article en donnant les références utiles à sa vérifiabilité et en les liant à la section « Notes et références ».
Miklos Dezso Ferenc Udvardy, né le 28 mars 1919 à Debrecen (Hongrie), mort le 27 janvier 1998 à Sacramento (États-Unis), est un ornithologue et universitaire hongrois.

## Biographie
La passion qu'il montre très jeune pour l'ornithologie n'est pas du goût de ses parents qui l'orientent vers des études de droit. Il fait son premier mémoire sur l'histoire de l'installation des tribus Petchénègues en Hongrie. Il se dirige alors vers des études de biologie et obtient un doctorat à l'université de Debrecen en 1942. Son premier poste est de biologiste à la station biologique de Tihany sur le lac Balaton.
Il quitte la Hongrie en 1948 pour l'université d'Helsinki en Finlande où il travaille sous la direction de P. Palmgren.
En 1950, après avoir rencontré sa femme, il part en Suède où il est brièvement conservateur des invertébrés marins au Muséum d'histoire naturelle de Stockholm.
La plus grande partie de sa carrière se fait sur le continent américain. En 1952, il devient maître-assistant à l'université de la Colombie-Britannique. Il travaille sur la biologie des oiseaux nicheurs de la province et devient un spécialiste des oiseaux de l'ouest canadien. Il enseigne une saison 1958 à l'université d'Hawaii puis en 1963 à l'université de Californie à Los Angeles comme maître-assisant de Lida Scott Brown
Il occupe ce poste jusqu'en 1966. De 1967 à 1991, il enseigne la biologie à l'université d'État de Californie à Sacramento qu'il quitte avec le grade professeur émérite. Il enseigne aussi à l'université de Bonn et au Honduras.
Retraité, il reste consultant pour l'UICN. Il est membre de l'Association américaine pour l'avancement des sciences, de l'union ornithologiste américaine (AUO) et l'Académie hongroise des sciences l'a élevé au rang de membre d'honneur en 1993.
On lui doit de nombreuses publications dans les domaines de l'ornithologie et de la biogéographie. Il est en particulier l'auteur en 1975 pour l'UICN d'un rapport à l'UNESCO proposant un zonage en écorégions homogènes des différents continents pour le Programme sur l'homme et la biosphère.